# Drepanosticta hamulifera
Drepanosticta hamulifera är en trollsländeart som beskrevs av Van Tol 2007. Drepanosticta hamulifera ingår i släktet Drepanosticta och familjen Platystictidae. Inga underarter finns listade i Catalogue of Life.